# جون أوليفر (لاعب كرة قدم بريطاني)
جون أوليفر (بالإنجليزية: John Oliver)‏ هو لاعب كرة قدم بريطاني (وحمل سابقاً جنسية المملكة المتحدة لبريطانيا العظمى وأيرلندا) في مركز الدفاع، ولد في 18 نوفمبر 1913 في غيتسهيد في المملكة المتحدة، وتوفي في 10 فبراير 1991. لعب مع ستوك سيتي ونادي بيرنلي ونادي غيتزهد وسبنيمور يونايتد ‏ وWalker Celtic F.C. ‏.